# Cody beats
「cody beats」（コーディ・ビーツ）は、日本のバンドUNISON SQUARE GARDENの楽曲。同グループ3枚目のシングルとして2010年2月10日にトイズファクトリーから発売された。

## 概要
前作「マスターボリューム」より約1年ぶりのシングル。アルバム『UNISON SQUARE GARDEN』リリース後最初のシングルであり、『JET CO.』に収録されている唯一のシングルである。
表題曲の歌詞は『新世界ノート』の曲との繋がりがある。
「ギャクテンサヨナラ」は、2019年にB面集アルバム『Bee-Side Sea-Side 〜B-side Collection Album〜』に再レコーディングのうえ収録された。
「空の飛び方」は、2009年にライブですでに演奏していた曲。2019年にB面集アルバム『Bee-Side Sea-Side 〜B-side Collection Album〜』に再ミックスのうえ収録された。

## 収録曲
| 全作詞・作曲: 田淵智也、全編曲: UNISON SQUARE GARDEN。 |                        |          |            |      |
| #                                                      | タイトル               | 作詞     | 作曲・編曲 | 時間 |
| 1.                                                     | 「cody beats」         | 田淵智也 | 田淵智也   | 3:55 |
| 2.                                                     | 「ギャクテンサヨナラ」 | 田淵智也 | 田淵智也   | 4:08 |
| 3.                                                     | 「空の飛び方」         | 田淵智也 | 田淵智也   | 4:13 |
| 合計時間:                                              | 合計時間:              | 12:16    |            |      |